# 長岡市立旭岡中学校
長岡市立旭岡中学校（ながおかしりつ あさひおかちゅうがっこう）は、新潟県長岡市高畑町に所在する市立中学校。

## 概要
1996年に開校。全校生徒数314名（1年108名・2年90名・3年116名、2011年度）。

## 沿革
- 1996年4月1日 - 生徒数増加に伴い南中学校から分離独立（豊田小学校・柿小学校区生徒を分離）、開校。

## 通学区域
#外部リンクを参照。

### 進学前小学校
- 長岡市立柿小学校
- 長岡市立豊田小学校

## 交通・アクセス
- JR東日本：信越本線・上越線・上越新幹線：長岡駅より 徒歩 約35分（2.7km）

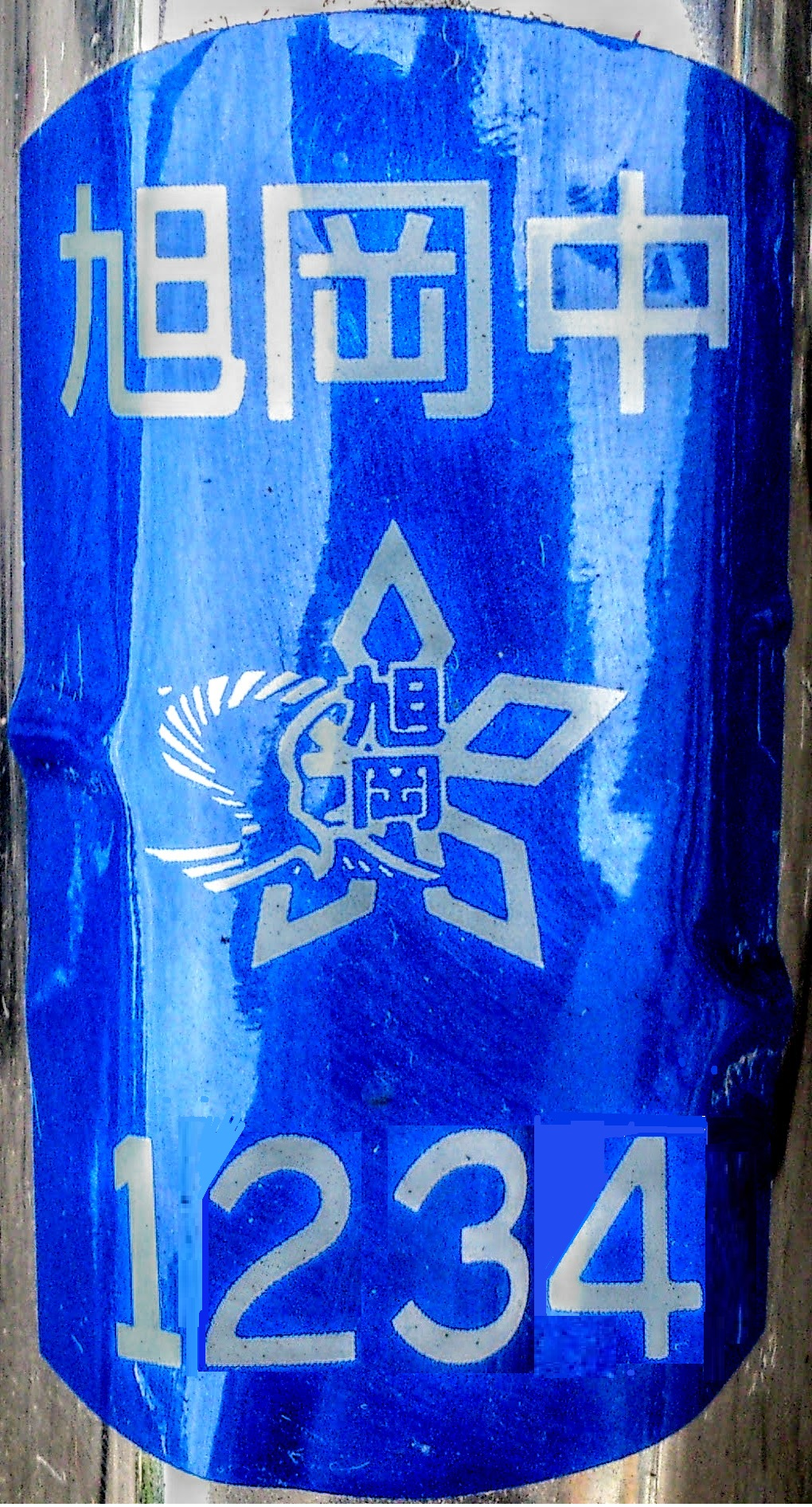
自転車通学をする生徒に配布されるステッカー

- JR東日本：信越本線・上越線：宮内駅より 徒歩 約25分（2.0km）

## 著名な出身者
- 佐藤公威 - プロバスケットボール選手（bjリーグ・大分ヒートデビルズ所属）：2000年卒業
- 西山茉希（ファッションモデル）